# Ган, Павел Васильевич
Барон Па́вел Васи́льевич Ган (Пауль Теодор Фрайхерр фон Ган, нем. Paul Theodor Freiherr von Hahn; 1793, Митава — 1862, Мангейм) — тайный советник, сенатор, член Государственного совета.

## Биография
Происходил из древнего курляндского рода, сын действительного статского советника Адольфа Георга Вильгельма (1749—1823) от брака с Шарлоттой Фиркс (1759—1831). Родился в Митаве, по разным данным, 27 или 30 июля или 7 (18) августа 1793 года.
После домашнего начального образования в 1811 году поступил на историко-филологический факультет Дерптского университета, но вскоре перешёл в Московский университет. В ноябре 1812 года поступил юнкером в Гродненский гусарский полк, принял участие в военных действиях против французов и был в делах при Кенигсберге, Данциге, Берлине и Шпандау; за отличие при осаде Данцига получил знак отличия Военного ордена; затем состоял бессменным ординарцем при немецком генерале бароне В. К. Ф. Дёрнберге, командовавшем отдельным летучим отрядом.
13 мая 1814 года Ган был уволен от военной службы за ранами с чином и мундиром, совершил путешествие по Англии, Шотландии и Франции, а 31 августа 1815 г. поступил на гражданскую службу переводчиком в Коллегию иностранных дел. 24 августа 1816 г. он назначен состоять при миссии во Флоренции в должности канцелярского служителя, а 22 января следующего года переведён в Рим, где оставался до 1822 г., состоя с 1819 года в должности секретаря миссии; за это время награждён орденами Св. Иоанна Иерусалимского (17 декабря 1817 г.) и Св. Анны 3-й (29 ноября 1819 г.) и 2-й (3 декабря 1821 г., алмазные знаки к этому ордену пожалованы 9 декабря 1822 г.) степеней, званием камер-юнкера (13 августа 1818 г.) и чинами титулярного советника (31 августа 1818 г.), коллежского асессора «во уважение приобретенных им познаний по части дипломатической и изданных им полезных сочинений» (5 сентября 1819 г.) и надворного советника (12 декабря 1820 г.). Сочинения, за которые Ган получил награду, были следующие: «Livourne et son commerce dans l’année 1818» (Rome, 1819) и «Mémoire sur les établissements de bienfaisance en Toscane» (Rome, 1819).
После отозыва в Санкт-Петербург он был назначен 6 февраля 1824 года Курляндским гражданским губернатором с производством в статские советники. Состоя в этой должности, Ган был произведён в действительные статские советники (22 августа 1826 г.) и награждён орденом Св. Анны 1-й степени (31 октября 1827 г.). 27 ноября 1827 г. он был перемещён на должность Лифляндского гражданского губернатора, которую занимал до 26 апреля 1829 г., когда вышел в отставку вследствие неприятностей с дворянством и Рижским генерал-губернатором маркизом Паулуччи. Ган отправился за границу, слушал лекции в Гейдельбергском университете и затем объехал всю Европу до Турции и Греции включительно.
Вновь на службу вернулся он только в феврале 1836 г. и был назначен членом Совета министра внутренних дел. В августе того же года он назначен членом статистического отделения при этом же Совете, а 5 декабря произведён в тайные советники. Вскоре на его долю выпала важная задача — реформа управления Закавказского края. 11 марта 1837 г. он был назначен председателем комиссии для рассмотрения на месте всех предположений и для составления Положения об управлении Закавказьем. Исполняя возложенное на него поручение, Ган в то же время ревностно содействовал обнаружению злоупотреблений в крае и во время поездки императора Николая I на Кавказ представил ему доклад о них.
11 октября того же года на Гана возложено было также составление проекта преобразования финансовой части в Закавказском крае. Уже 4 февраля 1838 г. Ган донёс военному министру, что комиссией составлен проект Положения об управлении Закавказьем, и 22 февраля по его представлению комиссия была закрыта. Проект был представлен Ганом 24 октября в Закавказский комитет. Наградой за составление им проекта была ежегодная прибавка к жалованью в 12000 руб. (10 ноября), орден Белого Орла (6 декабря) и должность сенатора. Между тем Закавказский комитет, рассмотрев проект, нашёл его вполне удовлетворительным и заслуживающим всякого одобрения, но, несмотря на это, признал нужным, вместо того чтобы осуществить проект Гана, ввести в крае особое устройство, по возможности примененное к общему губернскому учреждению, но с изменениями соответственно местным особенностям края. Составление нового проекта согласно указаниям комитета было возложено 8 января 1840 г. на особую комиссию, в которую вошли главноначальствующий на Кавказе, статс-секретарь Позен и Ган, который к этому времени закончил и свой проект преобразования финансовой части, представленный затем (10 января) Государю и найденный им заслуживающим особенного внимания. Новый проект Положения об управлении Закавказьем был составлен в несколько недель и внесен в Государственный Совет; по Высочайшей воле Ган присутствовал там при его обсуждении. 2 апреля на Гана Высочайше возложено совместно с главноначальствующим на Кавказе Е. А. Головиным приведение нового положения об управлении Закавказским краем в исполнение. К 1 января 1841 г. управление Закавказьем было уже преобразовано. Император Николай І, прочитав отчет о введении нового положения, сказал, что «за сим остается только желать, чтобы введенный порядок управления был сохранён ненарушимо». Наградой Гану за труды по введению в Закавказье нового гражданского устройства были орден Св. Александра Невского (4 июня 1841 г.) и 35000 руб. на уплату долгов (24 октября 1841 г.). В том же году, 28 мая, ему повелено быть членом Закавказского комитета. Ещё раньше, в 1840 г., он был назначен членом комитета для пересмотра нового свода местных законов Остзейских губерний (28 января) и членом Государственного совета (14 апреля) и избран в почётные члены Академии Наук (18 декабря), которой пожертвовал армянские рукописи (описаны Броссе в «Bulletin scientifique», 1838 г., V, 117—127). В 1839 году он стал доктором права.
Между тем новое устройство Закавказья вызвало неудовольствие местных жителей, и для ревизии его посланы были военный министр граф Чернышёв и статс-секретарь Позен, один из авторов проекта этого устройства. Они возвратились в Петербург в августе 1842 г., и Чернышев представил Императору доклад. На этом докладе Государь написал следующую резолюцию: «Необходимо прежде всего предъявить сей рапорт комитету министров, с тем чтобы все члены убедились как в пользе поездки вашей и статс-секретаря Позена, так и в непростительной неосновательности барона Гана, которого надменность ввела правительство в заблуждение и принуждает безотлагательно приступить к отмене ещё столь недавно утвержденного». В личной беседе с Чернышёвым Николай I так отозвался о Гане: «вижу, что Ган всегда меня обманывал; я всегда убежден был в одном: что он человек с отличнейшими дарованиями, но заносчивый хитрец, недостойный доверия. Если я вёл его далее, то потому лишь, что меня всегда окружали такими настояниями в его пользу, которым я не мог не уступить».
По приказанию Государя Ган был исключен из членов Закавказского комитета. Потеряв надежду оправдаться в обвинениях, он в 1846 г. отпросился в годичный отпуск, а в следующем году подал в отставку и 28 апреля был уволен.
Умер в Мангейме 18 (30) января 1862 года; похоронен в своём имении Ванен Тальсенского уезда Курляндской губернии.

## Семья
Был женат на баронессе Софии Львовне Граймберг (Софи Анна Франциска фон Граймберг, нем. Sophie Anna Franziska von Graimberg).
Их дети:
- Адольф (нем. Adolph Philipp Ludwig Andreas; 1824—1882),
- Николай (нем. Nikolaus Ludwig Thoedor; 1827—1836),
- Павел (нем. Paul; 1828—1901)[3],
- Пётр (нем. Wilhelm Peter Theodor Edgar; 1831—?).

## Отзывы
Граф М. А. Корф дает в своих «Записках» такую характеристику Гана: «С большим образованием, с необыкновенной искательностью и ещё большей ловкостью, с особенным даром приятной беседы, он соединял в себе все то, что в человеке, посвятившем себя публичной жизни, составляет истинное искусство — стать выше толпы. Угодный всем высшим и сильным, любимый всеми равными, умевший в особенности снискать расположение к себе старушек большого света, которые были всегда самыми жаркими его заступницами, Ган имел, однако, два важных недостатка. С одной стороны, он был чрезвычайно надменен с людьми, стоявшими ниже его, разумеется, когда не было ему причины дорожить их мнением или ждать от них чего-либо в будущем. С другой стороны, его никак нельзя было назвать человеком деловым. Он знал много в теории, но очень мало был знаком с практикой, и самая теория его вращалась более в сфере западных, несвойственных нам идей. Учившись в Германии и служив исключительно по дипломатической части и в Остзейском крае, он был очень несведущ в русских законах, в русском быте, в формах и подробностях деловой нашей жизни; самый язык наш знал очень несовершенно, как иностранец, выучившийся ему в зрелых летах, и вообще, по всему направлению ума своего, более был способен к деятельности дипломатической или придворной, нежели к практической администрации или к законодательным соображениям».